# Mastigoteuthis
Mastigoteuthis is een geslacht van inktvissen uit de  familie van de Mastigoteuthidae.

## Soorten
- Mastigoteuthis agassizii Verrill, 1881
- Mastigoteuthis dentata Hoyle, 1904
- Mastigoteuthis flammea Chun, 1908
- Mastigoteuthis glaukopis Chun, 1908
- Mastigoteuthis grimaldii (Joubin, 1895)
- Mastigoteuthis psychrophila Nesis, 1977
- Mastigoteuthis schmidti Degner, 1925

### Taxon inquirendum
- Mastigoteuthis hastula (Berry, 1920)
- Mastigoteuthis inermis Rancurel, 1972
- Mastigoteuthis iselini MacDonald & Clench, 1934
- Mastigoteuthis latipinna (Sasaki, 1916)
- Mastigoteuthis okutanii Salcedo-Vargas, 1997
- Mastigoteuthis tyroi Salcedo-Vargas, 1997

### Synoniemen
- Mastigoteuthis atlantica Joubin, 1933 => Echinoteuthis atlantica (Joubin, 1933)
- Mastigoteuthis atlanticus Joubin, 1933 => Mastigoteuthis atlantica Joubin, 1933 => Echinoteuthis atlantica (Joubin, 1933)
- Mastigoteuthis cordiformis Chun, 1908 => Idioteuthis cordiformis (Chun, 1908)
- Mastigoteuthis danae (Joubin, 1933) => Idioteuthis danae (Joubin, 1933) => Echinoteuthis danae Joubin, 1933
- Mastigoteuthis famelica (Berry, 1909) => Echinoteuthis famelica (Berry, 1909)
- Mastigoteuthis flammeus Chun, 1908 => Mastigoteuthis flammea Chun, 1908
- Mastigoteuthis hjorti Chun, 1913 => Mastigopsis hjorti (Chun, 1913)
- Mastigoteuthis levimana Lönnberg, 1896 => Planctoteuthis levimana (Lönnberg, 1896)
- Mastigoteuthis magna Joubin, 1913 => Magnoteuthis magna (Joubin, 1913)
- Mastigoteuthis microlucens Young, Lindgren & Vecchione, 2008 => Magnoteuthis microlucens (Young, Lindgren & Vecchione, 2008)
- Mastigoteuthis pyrodes Young, 1972 => Mastigotragus pyrodes (Young, 1972)
- Mastigoteuthis talismani (Fischer & Joubin, 1906) => Magnapinna talismani (H. Fischer & Joubin, 1906)